# Carrer de l'Església (Esplugues de Llobregat)
El carrer de l'Església és un conjunt urbà d'Esplugues de Llobregat (Baix Llobregat), catalogat com com a bé cultural d'interès local.

## Història i descripció
Situat dalt d'un turonet, domina el municipi. Es tracta d'un conjunt important pel seu valor urbanístic, històric i paisatgístic, tot i que cal destacar la nefasta influència de l'Autopista de Molins de Rei, a prop de l'indret.
Hi ha l'entrada de Can Casanovas, i, més endavant, en un engrandiment del carrer, Can Ramoneda, al costat, Can Cortada i Can Pi. Desemboca a la plaça del Pare Miquel, a la qual se situa l'església parroquial de Santa Magdalena. El carrer de Montserrat neix del carrer de l'Església i resta limitat pel torrent de les Monges que s'obre arran de l'església. Per aquest carrer s'accedeix a Can Cargol i a Can Bialet.
Tot i que Can Ramoneda té els seus orígens al segle xiv i la primera església parroquial al segle xi, els carrers, com a tals, no estan documentats fins al segle xvi, època de l'origen de la resta d'edificis ressenyats.